# Hajar Eddou
Hajar Eddou (* 15. August 1999) ist eine marokkanische Leichtathletin, die sich auf den Sprint spezialisiert hat.

## Sportliche Laufbahn
Erste internationale Erfahrungen sammelte Hajar Eddou im Jahr 2017, als sie bei den Arabischen Meisterschaften in Radès in 12,11 s den fünften Platz im 100-Meter-Lauf belegte. 2019 nahm sie an der Sommer-Universiade in Neapel teil und schied dort mit 12,10 s über 100 Meter und mit 24,71 s im 200-Meter-Lauf jeweils in der ersten Runde aus. 2021 belegte sie bei den Arabischen Meisterschaften in Radés in 11,88 s den vierten Platz über 100 Meter und gelangte mit 24,09 s auf Rang fünf über 200 Meter. Im Jahr darauf wurde sie bei den Mittelmeerspielen in Oran mit 11,65 s Sechste über 100 Meter und klassierte sich mit 23,73 s auf dem siebten Platz über 200 Meter. Im August gelangte sie bei den Islamic Solidarity Games in Konya mit 11,20 s auf Rang fünf über 100 Meter und kam mit der marokkanischen 4-mal-100-Meter-Staffel nicht ins Ziel. 2023 belegte sie bei den Arabischen Meisterschaften in Marrakesch in 12,07 s den fünften Platz über 100 Meter und gelangte mit 24,70 s auf Rang vier über 200 Meter. Kurz darauf wurde sie bei den Panarabischen Spielen in Algier in 11,83 s Fünfte über 100 Meter und gewann mit der Staffel in 46,26 s die Silbermedaille hinter dem Team aus Bahrain.
In den Jahren 2016 und 2019 sowie 2022 und 2023 wurde Eddou marokkanische Meisterin im 100-Meter-Lauf sowie 2021 und 2022 auch über 200 Meter.

## Persönliche Bestleistungen
- 100 Meter: 11,46 s (+1,6 m/s), 23. Juli 2022 in Rabat
- 200 Meter: 23,44 s (−1,3 m/s), 24. Juli 2022 in Rabat